# 源動力
《源動力》（Engine of Youth）是中國偶像組合SNH48的第十一張EP，也是SNH48首張原創EP。

## 簡介
《源動力》為SNH48自出道以來首張不翻唱AKB48歌曲的原創EP。EP同名主打歌《源动力》充满无限正能量，向歌迷传达了乐观积极的人生态度。製作團隊歷時半年多，為各支隊伍量身打造了6首原創單曲，囊括了朋克、摇滚、流行舞曲等多元素曲风，是SNH48迄今为止、音乐风格最丰富的作品，是一张每位SNH48成員都有参與其中的专辑。
《源动力》的歌曲创作、舞蹈编排，首次尝试本土化制作。这也是韩国的MV专业制作团队第一次尝试在中国拍摄MV，MV的场景均是搭建而成，主背景由200条单线程LED灯带手工制作，为MV增添了不少酷炫气息。

## 收錄曲目
| CD       | CD                             | CD       | CD       | CD       | CD       | CD    |
| 曲序     | 曲目                           |          | 作曲     | 编曲     | 演唱者   | 时长  |
| -------- | ------------------------------ | -------- | -------- | -------- | -------- | ----- |
| 1.       | 源動力                         | 小7      | 羅龍傑   | 羅龍傑   | 選拔組   | 3:17  |
| 2.       | 心的旅程（《贴身校花》主题曲） | 淺紫     | 淺紫     | 謝維     | Team SII | 3:28  |
| 3.       | 正義之手                       | 小7      | 羅龍傑   | 羅龍傑   | Team NII | 3:56  |
| 4.       | 少女進化論                     | 陳立志   | 姜帆     | 謝維     | Team HII | 3:41  |
| 5.       | 我想對你說                     | 小7      | James    | 阿亂     | Team X   | 4:05  |
| 6.       | 媽咪媽咪轟                     | 淺紫     | 都智文   | 都智文   | Team XII | 3:56  |
| 总时长： | 总时长：                       | 总时长： | 总时长： | 总时长： | 总时长： | 22:23 |

## 選拔成員

### 源動力
（Center：黃婷婷）
- Team SII：戴萌、孔肖吟、李宇琪、張語格
- Team NII：黃婷婷、鞠婧禕、陆婷、李藝彤、趙粵
- Team HII：劉佩鑫、许杨玉琢、张昕
- Team X：陈琳、邵雪聰、宋昕冉、張丹三
- Team XII：洪珮

黃婷婷首次擔任選拔Center。陳琳、洪珮雲首次參與選拔。莫寒首次沒有進入選拔組，至此，張語格是唯一一位參與了所有選拔組的成員。首次有Team XII的成員參與選拔。

### 心的旅程
（Center：莫寒）
- Team SII：陳觀慧、陳思、戴萌、蔣芸、孔肖吟、李宇琪、莫寒、錢蓓婷、邱欣怡、孫芮、吳哲晗（兼任Team X）、徐晨辰、許佳琪、徐子軒、袁雨楨、张语格

《心的旅程》为SNH48首套原創公演「心的旅程」的标题曲。邱欣怡重返Team SII正規16人。趙嘉敏掉出Team SII正規16人。

### 正義之手
（Center：鞠婧禕）
- Team NII：陳佳瑩、馮薪朵、龔詩淇、黃婷婷、何曉玉、鞠婧禕、羅蘭、林思意、陸婷、李藝彤、唐安琪、萬麗娜、易嘉愛、趙粵、周怡、曾艷芬

周怡进入Team NII正規16人。陳佳瑩重返Team NII正規16人。董艷芸、孟玥掉出Team NII正規16人。

### 少女進化論
（Center：謝妮）
- Team HII：陳怡馨、郝婉晴、劉炅然、林楠、劉佩鑫、王柏碩、王璐、王露皎、吳燕文、徐晗、謝妮、徐伊人、許楊玉琢、楊惠婷、袁航、張昕

王露皎、袁航进入Team HII正規16人。李豆豆、李清揚掉出Team HII正規16人。

### 我想對你說
（Center：張丹三）
- Team X：陳琳、馮曉菲、李晶、李釗、邵雪聰、宋昕冉、孫歆文、汪佳翎、汪束、王曉佳、謝天依、楊冰怡、閆明筠、楊韞玉、張丹三、張韻雯

### 媽咪媽咪轟
（Center：費沁源）
- Team XII：陳音、陳韞凌、費沁源、高源婧、洪珮、姜杉、蔣舒婷、劉增艷、潘瑛琪、宋雨珊、嚴佼君、於佳怡、曾艾佳、鄒佳佳、張文靜、張怡

Team XII首次參與EP錄製。

## 軼事
- 高源婧和曾艾佳最後一張以SNH48成員身份參與的EP。

## 外部連結
- SNH48官网的专页 （页面存档备份，存于）